# Lorenzo Zane
Lorenzo Zane (fallecido el 15 de octubre de 1485) fue un prelado católico patriarca titular de Antioquía y Jerusalén, también fue gobernador pontificio del papa Paulo II en Cesena y en Perugia.
No se cuenta con información sobre la fecha y lugar de su nacimiento, pero procedía de una familia noble con escudo de armas propio. Sirvió a la iglesia con cargos relevantes durante los pontificados de seis papas: Nicolás V, Calixto III, Pío II, Paulo II, Sixto IV y ya retirado a Inocencio VIII hasta su muerte en 1885.

## Carrera eclesiástica
El 5 de junio de 1452 el papa Nicolás V lo nombró arzobispo metropolitano de Split, cargo en el que se mantuvo hasta 1473; el 13 de marzo de 1458, durante su mandato como arzobispo de Split, fue nombrado por el papa Calixto III como patriarca de Jerusalén hasta 1460, título únicamente honorífico pues Jerusalén ya no tenía un patriarca residente, pero el título era una muestra de distinción.
El 28 de abril de 1473 Sixto IV lo designó obispo de Treviso y patriarca latino de Antioquía, otro título patriarcal honorífico que tenía su sede en Roma, cargo que mantuvo hasta su muerte. El 27 de febrero de 1478 Sixto IV lo designó obispo de Brescia, renunció al cargo en 1480 y fue sucedido por su sobrino Pablo Zane de apenas veinte años, después de su renuncia se trasladó a Roma, donde se encontraba la sede del patriarcado latino de Antioquía, la Catedral de Santa María la Mayor, ciudad en la que murió el 10 de octubre de 1485, fue enterrado en la basílica de Santa María sopra Minerva en Roma.